# Starzec błotny
Starzec błotny (Tephroseris palustris (L.) Schrenk ex Rchb.) – gatunek rośliny należący do rodziny astrowatych. Występuje na północy Azji, Europy oraz Ameryki Północnej. W Polsce rzadki gatunek rodzimy, występuje głównie na północy kraju.

## Morfologia

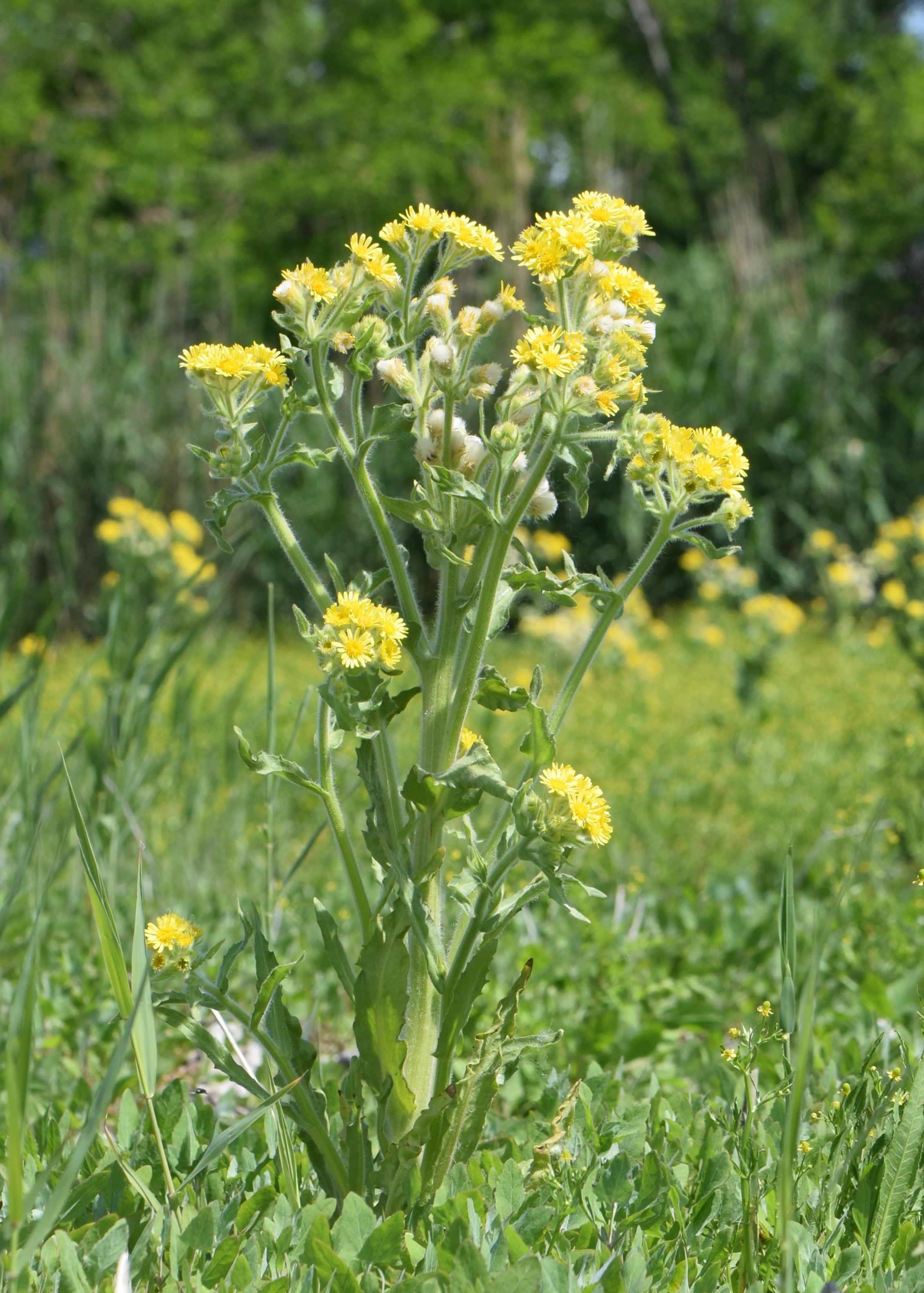
Pokrój

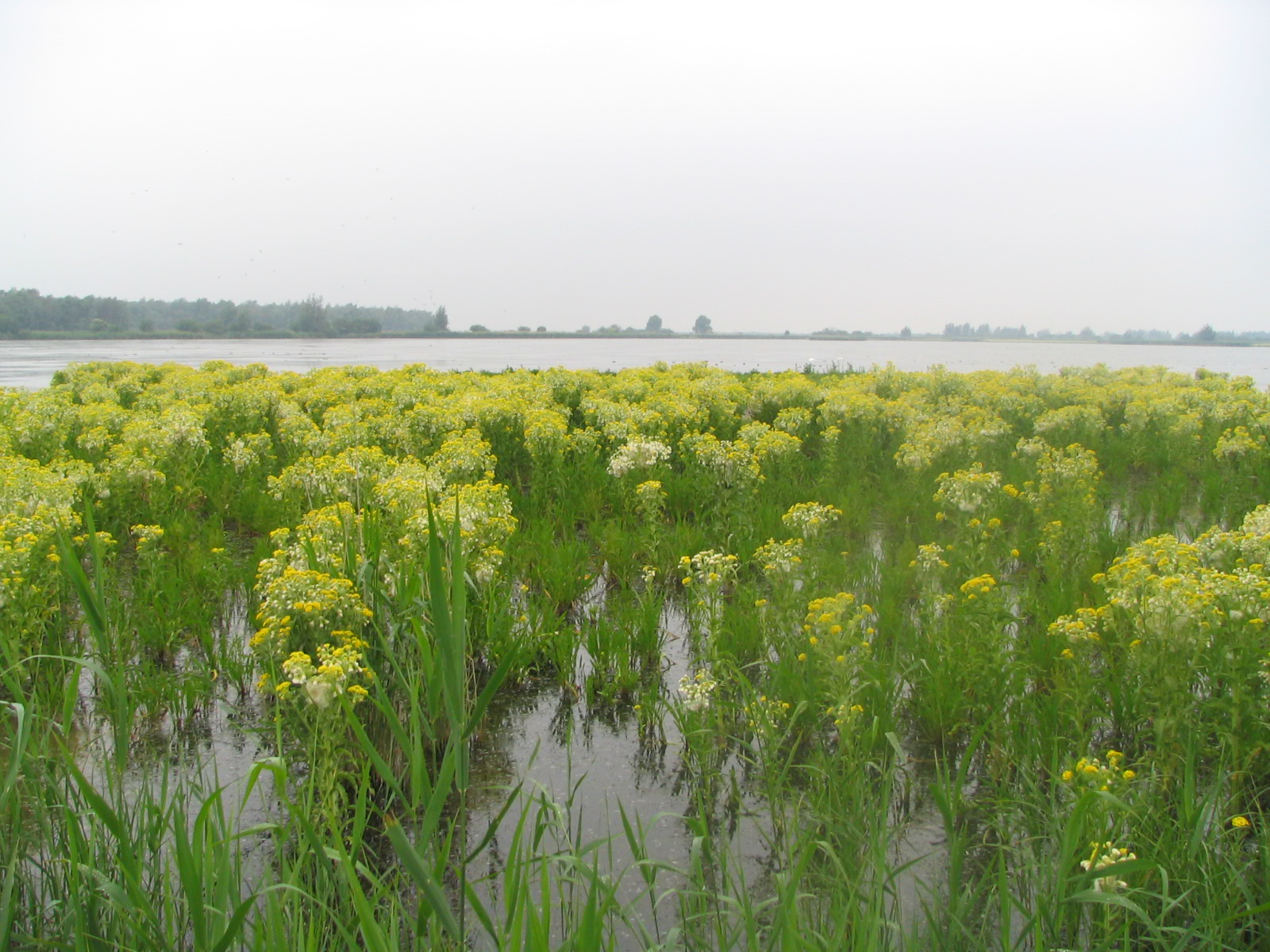
Rośliny w siedlisku

ŁodygaWzniesiona, dęta, dość gruba, szerokości 1–4 cm, górą rozgałęziona, żeberkowana, pokryta gruczołowatymi, lepkimi włoskami, wysokości (20)30–100(200) cm, gęsto ulistniona.
LiścieLiście łodygowe siedzące, całobrzegie lub niewyraźnie ząbkowane. Liście różyczkowe podługowato lancetowate, najczęściej wyraźnie, głęboko wcinane, orzęsione, obumierają przed kwitnieniem.
KwiatyZebrane w koszyczki kwiatowe o średnicy 20–30 mm, umieszczone na orzęsionych szypułkach, zebrane w parasolowaty podbaldach. Kwiaty brzeżne języczkowate, jasnożółte, płonne lub żeńskie. Kwiaty środkowe rurkowate. Listki okrywy koszyczka równowąskie, zaostrzone, długości 8–11 mm. Puch kielichowy (pappus) w postaci białych lub żółtawych, pojedynczych włosków. Korona kwiatów języczkowatych długości ok. 10 mm, szerokości 2–4 mm.
OwocSkrzydlasto żeberkowana niełupka o długości 2–4 mm z pappusem w postaci włosków.

## Biologia i ekologia
Roślina dwuletnia, hemikryptofit. Kwitnie w Polsce od maja do lipca. Występuje w miejscach wilgotnych, na brzegach wód, podmokłych łąkach oraz torfowiskach niskich. Liczba chromosomów 2n= 48.

## Zagrożenia i ochrona
Umieszczony na polskiej czerwonej liście w kategorii NT (bliski zagrożenia).